# فازوراکتام
فازوراکتام (به انگلیسی: Fasoracetam) یک ترکیب شیمیایی با شناسه پاب‌کم ۱۹۸۶۹۵ است. که جرم مولی آن 196.246 g/mol می‌باشد. 